# 天真爛漫 (sarahの曲)
「天真爛漫」（てんしんらんまん）は、sarahの11枚目のシングル。2000年3月29日にZEBRAZONEから発売された。

## 概要
- ZEBRAZONE移籍後の2枚目のシングル。
- このシングルがsarahの最後のシングルとなっている。
- さくら銀行のCMソングとして使用された[2]。

## 収録曲
1. 天真爛漫 [5:35]
作詞：遠藤響子、作曲・編曲：坂本裕介
  - さくら銀行CMソング[3]
2. 私を呼ぶひと [3:45]
作詞：小峰公子、作曲・編曲：佐藤正治
3. 天真爛漫（ambient haus mix） [5:53]
作詞：遠藤響子、作曲：坂本裕介、編曲：tj cool

## 収録アルバム
| 曲名         | 収録アルバム   | 発売日        | 規格品番   |
| ------------ | -------------- | ------------- | ---------- |
| 天真爛漫     | 『優しい日々』 | 2000年5月24日 | TECN-30633 |
| 私を呼ぶひと | 『優しい日々』 | 2000年5月24日 | TECN-30633 |